# Nothopegia colebrookiana
Nothopegia colebrookiana là một loài thực vật có hoa trong họ Đào lộn hột. Loài này được (Wight) Blume mô tả khoa học đầu tiên năm 1850.